# 1.º Colóquio Brasileiro de Matemática
O 1.º Colóquio Brasileiro de Matemática foi realizado de 1.º a 20 de julho de 1957, em Poços de Caldas, sendo o primeiro grande evento de matemática no Brasil. Ele foi idealizado e coordenado por Chaim Samuel Hönig, com apoio do Conselho Nacional de Pesquisas e Desenvolvimento (CNPq).

## Organização
O 1° Colóquio Brasileiro de Matemática teve como idealizador e organizador o professor Chaim Samuel Hönig e contou com a colaboração de uma comissão organizadora com aproximadamente dez integrantes de diversas regiões brasileiras.
O Prof. Chaim convidou para a organização os pesquisadores Alfredo Pereira Gomes (Instituto de Matemática, Universidade de Recife), Alexandre Augusto Martins Rodrigues (Faculdade de Filosofia, Ciências e Letras, Universidade  de  São  Paulo - FFCL/USP), Antônio Rodrigues (Faculdade de Filosofia, Universidade do Rio Grande do Sul), Cândido Lima da Silva Dias (FFCL/USP), Carlos Benjamin de Lyra (FFCL/USP), Fernando Furquim de Almeida (FFCL/USP), José Barros Neto (Faculdade de Economia, Administração e Contabilidade, Universidade de São Paulo - FEA/USP), Lindolpho de Carvalho Dias (Escola Nacional de Engenharia da Universidade do Brasil – ENE/UB); Luiz Henrique Jacy Monteiro (FFCL/USP), Maurício Matos Peixoto (ENE/UB) e Paulo Ribenboim (Instituto de Matemática Pura e Aplicada - IMPA).
Os participantes foram registrados em fotografias, incluindo a foto oficial, e também em documentações sobre o evento. Desta forma, a importância histórica desse acontecimento para o desenvolvimento da área pode ser preservada e está acessível a todos.

## Resultados e legado

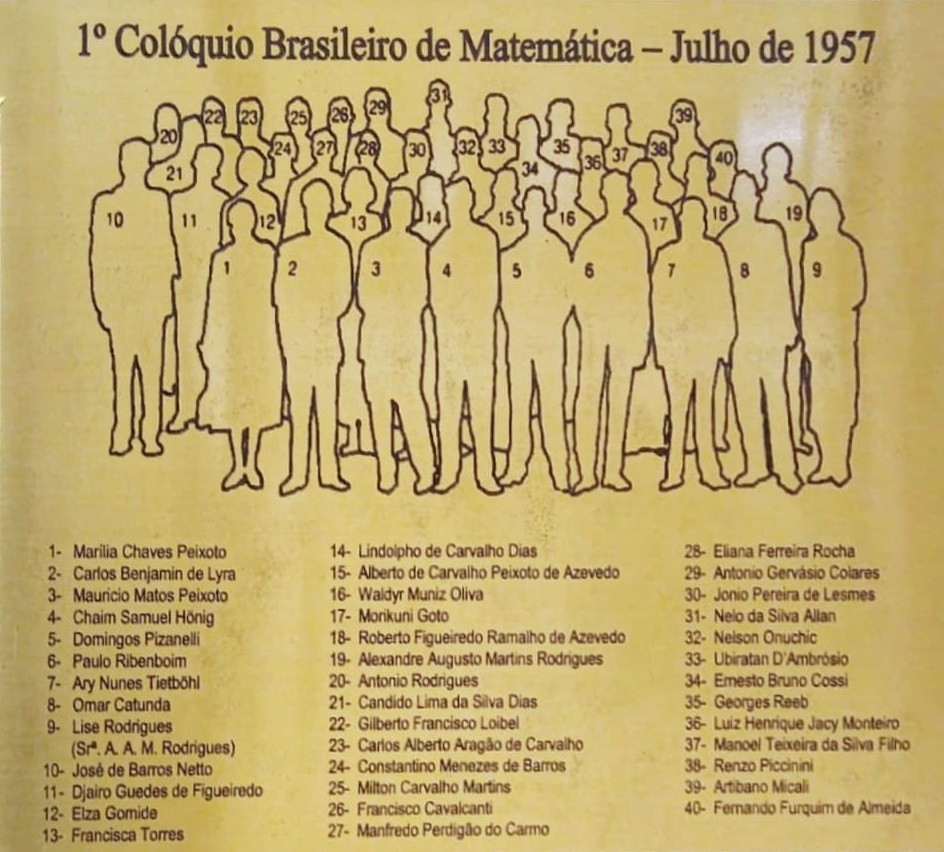
Placa com identificação dos membros 1.º Colóquio brasileiro de matemática

Foi decidido que o evento deveria ter continuidade a cada dois anos a fim de fortalecer ainda mais os laços da comunidade científica da matemática no Brasil. A criação do colóquio contribuiu para a institucionalização nacional da matemática, favorecendo a troca de experiências, estudos e tendências no país e formando grupos promissores em várias regiões do país. A criação do IMPA, somada ao lançamento dos Colóquios Brasileiros de Matemática, constituíram estratégias cruciais para posicionar a pesquisa matemática brasileira em nível internacional de excelência.

## Lista de professores participantes
| Professor | Instituição                                                         | Cidade              | Estado |
| --- | ------------------------------------------------------------------- | ------------------- | ------ |
| Alberto de Carvalho Peixoto de Azevedo Djairo Guedes de Figueiredo Manoel Teixeira da Silva Filho Paulo Ribenboim | IMPA                                                                | Rio de Janeiro      | RJ     |
| Carlos Alberto Aragão de Carvalho Constantino Menezes de Barros José Abdelhay Luiz Adauto da Justa Medeiros | FNFi-UB                                                             | Rio de Janeiro      | RJ     |
| Eliana Rocha Henriques de Brito Lindolpho de Carvalho Dias Maurício Matos Peixoto | ENE-UB                                                              | Rio de Janeiro      | RJ     |
| Jorge Alberto Álvares Gomes Barroso | Faculdade de Ciências Estatísticas                                  | Rio de Janeiro      | RJ     |
| Alexandre Augusto Martins Rodrigues Candido Lima da Silva Dias Carlos Benjamim de Lyra Chaim Samuel Hönig Elza Furtado Gomide Fernando Furquim de Almeida Luiz Henrique Jacy Monteiro Omar Catunda Waldyr Muniz Oliva | FFCL-USP                                                            | São Paulo           | SP     |
| Domingos Pisanelli José Barros Neto | Faculdade de Ciências Econômicas da USP                             | São Paulo           | SP     |
| Artibano Micali Flávio Botelho Reis Francisco Antônio Lacaz Netto Geraldo Severo de Souza Ávila Leo Huet Amaral Nelo da Silva Allan Nelson Onuchic                                                                    | ITA                                                                 | São José dos Campos | SP     |
| Gilberto Francisco Loibel Jorès Cecconi Renzo Ângelo Antonio Piccinini Rubens Gouvêa Lintz | Escola de Engenharia                                                | São Carlos          | SP     |
| Ubiratan D'Ambrosio | Faculdade Católica de Filosofia                                     | Campinas            | SP     |
| Antonio Rodrigues Ary Nunes Tietböhl Luiz Severo Motta | Faculdade de Filosofia da Universidade do Rio Grande do Sul         | Porto Alegre        | RS     |
| Ernesto Bruno Cossi | Instituto de Pesquisas Físicas da Universidade do Rio Grande do Sul | Porto Alegre        | RS     |
| Francisca Maria Rodrigues Torres | Centro de Pesquisas Físicas da Universidade do Rio Grande do Sul    | Porto Alegre        | RS     |
| Alfredo Pereira Gomes Roberto Figueiredo Ramalho de Azevedo | Instituto de Matemática da Universidade do Recife                   | Recife              | PE     |
| Jônio Pereira de Lemos | Faculdade de Arquitetura da Universidade do Recife                  | Recife              | PE     |
| Manfredo Perdigão do Carmo | Faculdade de Filosofia da Universidade do Recife                    | Recife              | PE     |

| Professor          | Instituição                                  | País   |
| ------------------ | -------------------------------------------- | ------ |
| Georges Henri Reeb | Universidade de Grenoble                     | França |
| Morikuni Goto      | Escola de Educação da Universidade de Tóquio | Japão  |

## Cursos ministrados
| Curso                                             | Professores                                                                                                 |
| Introdução à Topologia Algébrica                  | Carlos Benjamim de Lyra                                                                                     |
| Álgebra Multilinear e Variedades Diferenciáveis   | Chaim Samuel Hönig                                                                                          |
| Geometria Diferencial                             | Antonio Rodrigues e Alexandre Augusto Martins Rodrigues                                                     |
| Análise Funcional                                 | Nelson Onuchic, José de Barros Neto, Domingos Pizanelli, Cândido Lima da Silva Dias e Alfredo Pereira Gomes |
| Teoria dos Números Algébricos                     | Fernando Furquim de Almeida                                                                                 |
| Teoria de Galois                                  | Luiz Henrique Jacy Monteiro                                                                                 |
| Classification of Homogeneous Kählerian Manifolds | Morikuni Goto                                                                                               |
| Sur les Variétés Feuilletés                       | Georges Reeb                                                                                                |

## Lista de conferências
| Nº | Conferencista                     | Conferência                                                           | Quantidade de conferências | Instituição                  | Estado |
| -- | --------------------------------- | --------------------------------------------------------------------- | -------------------------- | ---------------------------- | ------ |
| 1  | Achile Bassi                      | Decomposição de Variedades                                            | 1                          | EESC-USP                     | SP     |
| 2  | Omar Catunda                      | Estudo dos pontos singulares das equações diferenciais sobre a esfera | 2                          | FFCL-USP                     | SP     |
| 3  | Carlos Alberto Aragão de Carvalho | Teoria das Obstruções e suas aplicações aos espaços fibrados          | 3                          | FNFi-UB                      | RJ     |
| 4  | Jorès Cecconi                     | Cálculo das Variações                                                 | 1                          | EESC-USP                     | SP     |
| 5  | Elza Furtado Gomide               | Somas de Gauss                                                        | 2                          | FFCL-USP                     | SP     |
| 6  | Mauricio Matos Peixoto            | Equações Diferenciais sobre T 2                                       | 1                          | ENE-UB                       | RJ     |
| 7  | Paulo Ribenboim                   | Sobre o Teorema de Dedekind                                           | 1                          | IMPA                         | RJ     |
| 8  | Ubaldo Richard                    | Máquinas Eletrônicas                                                  | 1                          | EESC-USP                     | SP     |
| 9  | Flávio Botelho Reis               | Probabilidade como Medida                                             | 1                          | ITA                          | SP     |
| 10 | Miguel Mauricio da Rocha          | Sobre um Método de Integração de Equações Derivadas Parciais          | 2                          | Universidade de Minas Gerais | MG     |
| 11 | Mario Schenberg                   | Matemática da Física Atual                                            | 1                          | FFCL-USP                     | SP     |